# Henri Scholtz
Hendrik Adolphe (Henri) Scholtz (Amsterdam, 26 juli 1868 - Schaarbeek, 13 maart 1904) was een Nederlandse beeldhouwer.

## Leven en werk
Scholtz werd geboren in Amsterdam, waar hij werd opgeleid door Eduard Colinet en Louis Bourgonjon aan de Kunstnijverheidsschool Quellinus (1882-1884) en door Ludwig Jünger aan de Rijksschool voor Kunstnijverheid (1884-1887). Hij studeerde vervolgens een jaar bij de Belgische beeldhouwer Charles Van der Stappen aan de Académie des beaux-arts in Brussel (1887-1888), waarna hij nog een tijd in Parijs verbleef. Scholtz was een figuratieve beeldhouwer. Hij woonde en werkte in Amsterdam, waar hij lid was van Arti et Amicitiae. Hij was onder andere betrokken bij het organiseren van kunsttentoonstellingen. In 1902 verhuisde hij naar Schaarbeek, waar hij in 1904 overleed.

## Werken (selectie)
- 1892-1894 – ornamenteel beeldhouwwerk Stadsschouwburg Amsterdam.
- 1900-1901 – Perseus, gevelsteen voor het Witte Huis, kantoorgebouw van de Rotterdamsche Verzekerings Sociëteit aan de Raadhuisstraat in Amsterdam.
- 1900 – standbeeld van Frans Hals, Florapark, Haarlem.
- 1901 – Verzekeringsengel in Utrecht. Werd gemaakt als nisbeeld voor De Utrecht, het hoofdgebouw van een levensverzekeringsmaatschappij, en was tot juni 2008 geplaatst op het eerste balkon van Muziekcentrum Vredenburg.[3] Het beeld stond daarna tijdelijk bij het Catharijneconvent en kreeg een plaats in het in 2014 geopende TivoliVredenburg.

## Galerij

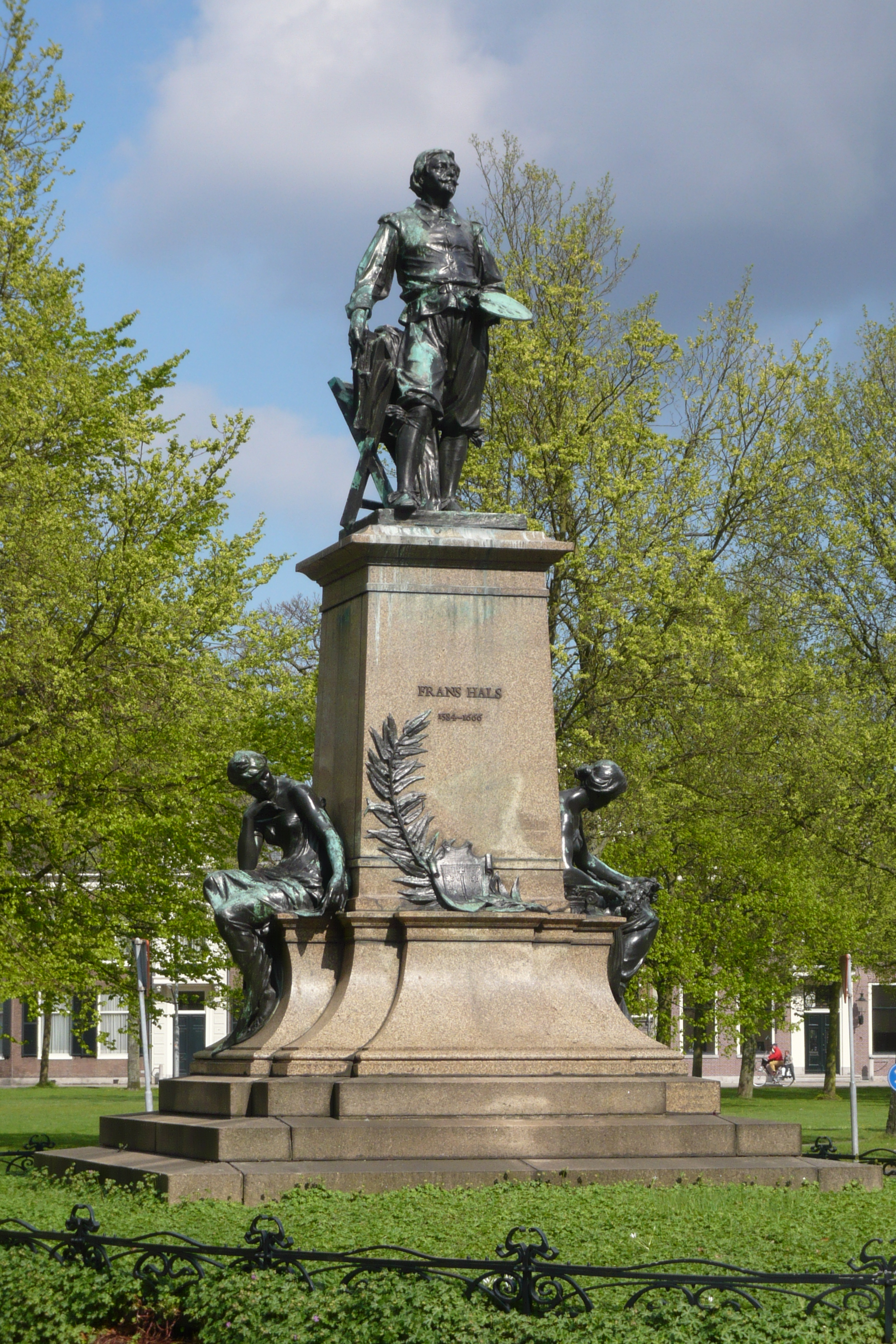
Monument Frans Hals
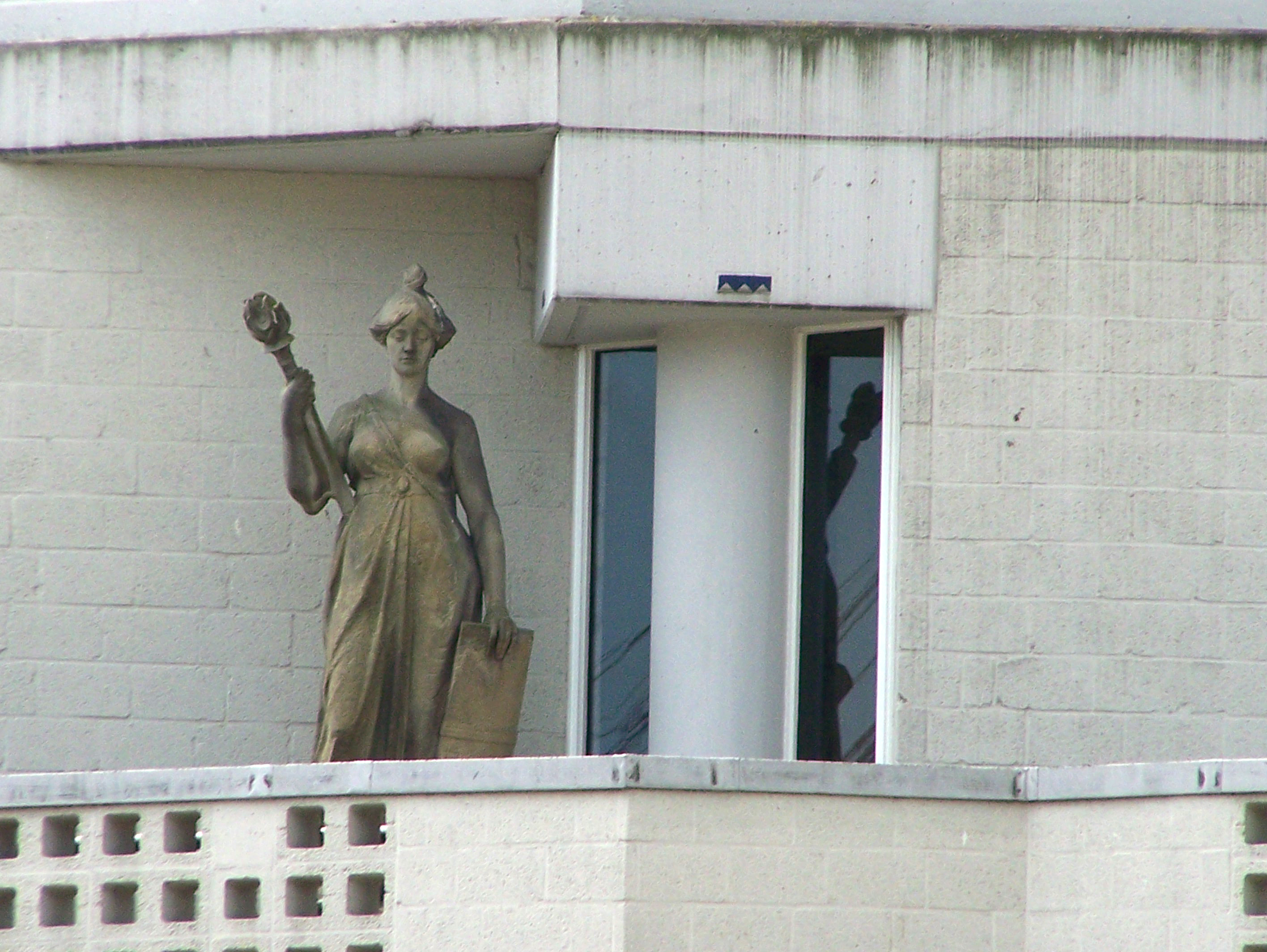
Verzekeringsengel

- Biografisch Portaal: 18129474
- RKD-Nederlands Instituut voor Kunstgeschiedenis: 90092